# TFF 2. Lig
La TFF 2. Lig è il terzo livello del campionato turco di calcio. È diviso in due gironi da 18 squadre ciascuno. Vengono promosse in TFF 1. Lig le prime di ogni girone più una terza tramite play-off che coinvolgono dalla 2ª alla 5ª squadra classificata di ogni girone. Le partite sono a gara secca.
Questo campionato ha carattere professionistico.

## Squadre
Stagione 2023-2024. 
Girone bianco
- 1461 Trabzon
- Adıyaman 1954
- Afjet Afyonspor
- Altınordu
- Ankara Demirspor
- Ankaraspor
- Beyoğlu Yeni Çarşı
- Bucaspor 1928
- Bursaspor
- Diyarbekirspor
- Esenler Erokspor
- Karacabey
- Kırklarelispor
- Kırşehirspor
- Nazilli Belediyespor
- Serik
- Vanspor
- Yeni Mersin İdmanyurdu
- Zonguldakspor

Girone rosso
- 24 Erzincanspor
- 68 Yeni Aksarayspor
- Amed
- Arnavutköy Belediyespor
- Derince Belediyespor
- Denizlispor
- Düzcespor
- Etimesgut Belediyespor
- Fethiyespor
- Iğdır
- Isparta 32
- İnegölspor
- İskenderunspor 1967
- Karaman
- Kastamonuspor 1966
- Menemen
- Sarıyer
- Somaspor
- Uşakspor

## Albo d'oro
Lista dei vincitori dal 2002-2003.
Sistema Gruppo Regionale
| Stagione  | Gruppo A         | Gruppo B         | Gruppo C       |
| --------- | ---------------- | ---------------- | -------------- |
| 2002-2003 | Karşıyaka        | Türk Telekomspor | K. Erciyesspor |
| 2003-2004 | Fatih Karagümrük | Sarıyer          | Mardinspor     |
| 2004-2005 | Uşakspor         | Orduspor         | Gaziantep      |

Sistema Classifica e play-off
| Anno      | Vincitore       | Secondo              | Vincitore dei play-off |
| --------- | --------------- | -------------------- | ---------------------- |
| 2001-2002 | Manisaspor      | Mersin İ. Yurdu      | Adana Demirspor        |
| 2005-2006 | Kasımpaşa       | Gençlerbirliği OFTAŞ | Eskişehirspor          |
| 2006-2007 | Boluspor        | Kartalspor           | Giresunspor            |
| 2007-2008 | Adanaspor       | Karabükspor          | İ. Güngörenspor        |
| 2008-2009 | Bucaspor        | Mersin İ. Yurdu      | Dardanel               |
| 2009-2010 | İ. Güngörenspor | Akhisar Belediyespor | Tavşanlı Linyitspor    |

Sistema Gruppi rosso e bianco
| Stagione  | Gruppo rosso      | Gruppo bianco    | Vincitore dei play-off |
| --------- | ----------------- | ---------------- | ---------------------- |
| 2010-2011 | Elazığspor        | Göztepe          | Sakaryaspor            |
| 2011-2012 | 1461 Trabzon      | Şanlıurfaspor    | Adana Demirspor        |
| 2012-2013 | Kahramanmaraşspor | Balıkesirspor    | Fethiyespor            |
| 2013-2014 | Altınordu         | Giresunspor      | Alanyaspor             |
| 2014-2015 | Göztepe           | Yeni Malatyaspor | 1461 Trabzon           |
| 2015-2016 | Ümraniyespor      | Manisaspor       | Bandırmaspor           |
| 2016-2017 | Ankaragücü        | İstanbulspor     | Erzurumspor FK         |
| 2017-2018 | Hatayspor         | Altay            | Afjet Afyonspor        |
| 2018-2019 | Menemen           | Keçiörengücü     | Fatih Karagümrük       |
| 2019-2020 | Bandırmaspor      | Samsunspor       | Tuzlaspor              |
| 2020-2021 | Eyüpspor          | Manisa           | Kocaelispor            |
| 2021-2022 | Sakaryaspor       | Pendikspor       | Bodrumspor             |
| 2022-2023 | Kocaelispor       | Çorum            | Şanlıurfaspor          |
| 2023-2024 | Amed              | Esenler Erokspor | Iğdır                  |
| 2024-2025 | Sarıyer           | Serik            | Sconosciuta            |